# Абанин, Дмитрий Сергеевич
Дми́трий Серге́евич Аба́нин (англ. Dmitri Abanin, Dmitry Abanin; род. 31 декабря 1980, Москва) — израильский, до 2024 года российский кёрлингист, тренер по кёрлингу, судья по кёрлингу.
Мастер спорта России международного класса (кёрлинг, 2006).
Выступал за клуб ЭШВСМ «Москвич» (Москва).

## Достижения
- Чемпионат России по кёрлингу среди мужчин: золото (2005, 2006, 2008), бронза (2014, 2019).
- Кубок России по кёрлингу среди мужчин: серебро (2008, 2021).
- Чемпионат Европы по кёрлингу среди смешанных команд: бронза (2006).
- Чемпионат России по кёрлингу среди смешанных команд: бронза (2008).
- Кубок России по кёрлингу среди смешанных команд: бронза (2014).
- Чемпионат России по кёрлингу среди смешанных пар: золото (2007).
- Кубок России по кёрлингу среди смешанных пар: золото (2008).

## Команды
| Сезон                                               | Четвёртый         | Третий             | Второй               | Первый              | Запасной                                                   | Турниры                               |
| Россия                                              | Россия            | Россия             | Россия               | Россия              | Россия                                                     | Россия                                |
| --------------------------------------------------- | ----------------- | ------------------ | -------------------- | ------------------- | ---------------------------------------------------------- | ------------------------------------- |
| 2001—02                                             | Александр Кириков | Вадим Школьников   | Вадим Стебаков       | Дмитрий Абанин      | Михаил Фокин тренер: Юрий Андрианов                        | ЧЕ 2001 (13 место)                    |
| 2001—02                                             | Александр Кириков | Вадим Стебаков     | Константин Дорошенко | Дмитрий Абанин      | Николай Макаров                                            | ЧМЮ-Б 2002                            |
| 2001—02                                             | Александр Кириков | Вадим Стебаков     | Константин Дорошенко | Дмитрий Абанин      | Илья Рочев тренер: Юрий Андрианов                          | ЧМЮ 2002 (5 место)                    |
| 2005—06                                             | Александр Кириков | Дмитрий Рыжов      | Дмитрий Абанин       | Алексей Камнев      | Роман Кутузов тренеры: Юрий Андрианов, Ольга Андрианова    | ЧЕ 2005 (9 место)                     |
| 2005—06                                             | Александр Кириков | Дмитрий Рыжов      | Вадим Стебаков       | Дмитрий Абанин      | Пётр Дрон                                                  | [ 4 ]                                 |
| 2006—07                                             | Александр Кириков | Андрей Дроздов     | Роман Кутузов        | Дмитрий Абанин      | Алексей Камнев                                             |                                       |
| 2006—07                                             | Александр Кириков | Пётр Дрон          | Вадим Школьников     | Дмитрий Абанин      | Алексей Камнев                                             | ЧЕ 2006 (13 место)                    |
| 2007—08                                             | Александр Кириков | Андрей Дроздов     | Роман Кутузов        | Дмитрий Абанин      | Алексей Камнев                                             |                                       |
| 2008—09                                             | Александр Кириков | Вадим Школьников   | Алексей Камнев       | Дмитрий Абанин      |                                                            | КРМ 2008                              |
| 2013—14                                             | Георгий Давтян    | Дмитрий Абанин     | Денис Гальцов        | Александр Белявский | Владимир Анисимов                                          | КРМ 2013 (9 место)                    |
| 2013—14                                             | Александр Кириков | Александр Кузьмин  | Александр Челышев    | Дмитрий Абанин      | Вадим Школьников тренер: Владимир Романов                  | ЧРМ 2014                              |
| 2016—17                                             | Александр Кириков | Вадим Школьников   | Дмитрий Абанин       | Сергей Морозов      |                                                            | ЧРМ 2017 (4 место)                    |
| 2017—18                                             | Александр Кириков | Вадим Школьников   | Дмитрий Абанин       | Сергей Морозов      |                                                            | КРМ 2017 (8 место) ЧРМ 2018 (5 место) |
| 2018—19                                             | Александр Кириков | Андрей Дроздов     | Вадим Школьников     | Сергей Морозов      | Дмитрий Абанин                                             | КРМ 2018 (7 место) · ЧРМ 2019         |
| 2019—20                                             | Александр Кириков | Андрей Дроздов     | Вадим Школьников     | Сергей Морозов      | Дмитрий Абанин                                             | КРМ 2019 (7 место)                    |
| 2020—21                                             | Александр Кириков | Андрей Дроздов     | Вадим Школьников     | Сергей Морозов      | Дмитрий Абанин тренер: Светлана Калалб                     | КРМ 2020 (9 место)                    |
| 2020—21                                             | Александр Кириков | Андрей Дроздов     | Вадим Школьников     | Дмитрий Абанин      | Сергей Морозов тренер: Светлана Калалб                     | ЧРМ 2020 (4 место)                    |
| 2020—21                                             | Александр Кириков | Андрей Дроздов     | Вадим Школьников     | Дмитрий Абанин      | Сергей Морозов тренер: Светлана Калалб                     | ЧРМ 2021 (9 место)                    |
| 2021—22                                             | Александр Кириков | Вадим Школьников   | Дмитрий Абанин       | Сергей Морозов      | Дмитрий Исаев тренеры: Светлана Калалб, В.Р. Барабанщикова | КРМ 2021                              |
| Кёрлинг среди смешанных команд (mixed curling)      |                   |                    |                      |                     |                                                            |                                       |
| 2005—06                                             | Александр Кириков | Маргарита Фомина   | Дмитрий Абанин       | Анжела Тюваева      | Алексей Камнев, Илона Гришина                              | ЧЕСК 2005 (6 место)                   |
| 2006—07                                             | Александр Кириков | Дарья Козлова      | Дмитрий Абанин       | Юлия Светова        | Андрей Дроздов, Анжела Тюваева                             | ЧЕСК 2006                             |
| 2007—08                                             | Маргарита Фомина  | Александр Козырев  | Мария Горбоконь      | Дмитрий Абанин      | Анна Лобова, Д. Абанин                                     | ЧРСК 2008                             |
| 2013—14                                             | Александр Кириков | Виктория Макаршина | Вадим Школьников     | Галина Арсенькина   | Дмитрий Абанин                                             | ЧРСК 2014 (4 место)                   |
| 2014—15                                             | Александр Кириков | Виктория Макаршина | Дмитрий Абанин       | Анна Лобова         | Вадим Школьников, Валерия Скляренко                        | КРСК 2014                             |
| Кёрлинг среди смешанных пар (mixed doubles curling) |                   |                    |                      |                     |                                                            |                                       |
| 2007—08                                             | Ольга Жаркова     | Дмитрий Абанин     |                      |                     | Анна Сидорова                                              | ЧРСП 2007                             |
| 2007—08                                             | Дмитрий Абанин    | Илона Гришина      |                      |                     |                                                            | ЧМСП 2008 (20 место)                  |
| 2008—09                                             | Ольга Жаркова     | Дмитрий Абанин     |                      |                     |                                                            | КРСП 2008                             |
| Израиль                                             |                   |                    |                      |                     |                                                            |                                       |
| 2024—25                                             | Alex Pokras       | Дмитрий Абанин     | Lawrence Sidney      | Jeffrey Yaakov Lutz |                                                            | ЧЕ 2024 (2 место) (див. С)            |

(скипы выделены полужирным шрифтом)